# Gastrotropin
Gastrotropin ist ein Transportprotein aus dem Lipidstoffwechsel.

## Eigenschaften
Gastrotropin bindet an Gallensäuren und vermittelt den Transport von der apikalen Zellmembran zur Basalmembran in Enterozyten des Darms. Gastrotropin wird in verschiedenen Isoformen gebildet. Die Isoform 1 wird in Teilen des Darms (Jejunum, Ileum, Caecum und im aufsteigenden Colon, nicht aber im anschließenden Teil) gebildet. Isoform 2 kommt in der Galle und im Darm vor sowie bei colorektalen Adenokarzinomen. Die Bindungsneigung ist in der Reihenfolge Desoxycholsäure > Cholsäure > Chenodesoxycholsäure und in der Reihenfolge nach ihren jeweiligen Modifikationen Taurin-konjugiert > Glycin-konjugiert > Unkonjugiert.
Bei Darmkrebs ist die Isoform 2 verantwortlich für die Apoptose-Resistenz gegenüber Gallensäuren. Das vermutete Hormon Enterooxyntin wurde früher irrtümlich für Gastrotropin gehalten. Eine Hemmung des Gastrotropins wird zur Behandlung von Diabetes mellitus untersucht.